# Bize (Hautes-Pyrénées)
Bize is een gemeente in het Franse departement
Hautes-Pyrénées (regio Occitanie) en telt 199 inwoners (2004). De plaats maakt deel uit van het arrondissement Bagnères-de-Bigorre.

## Geografie
De oppervlakte van Bize bedraagt 13,1 km², de bevolkingsdichtheid is 15,2 inwoners per km².

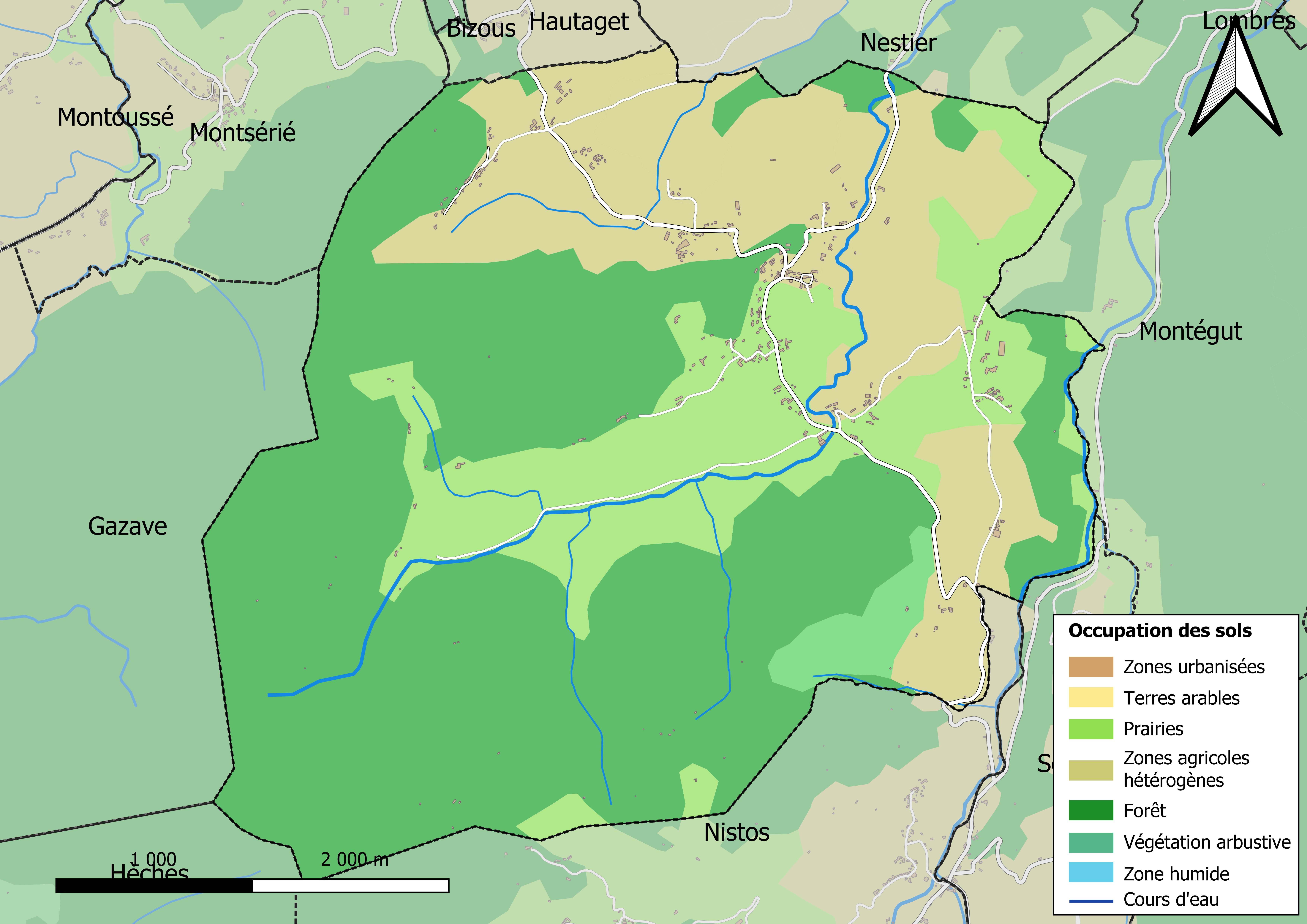
Kaart van de gemeente met belangrijkste infrastructuur, bodemgebruik en omliggende gemeenten

## Demografie
Onderstaande figuur toont het verloop van het inwonertal (bron: INSEE-tellingen).